# Национальный аграрный университет Армении

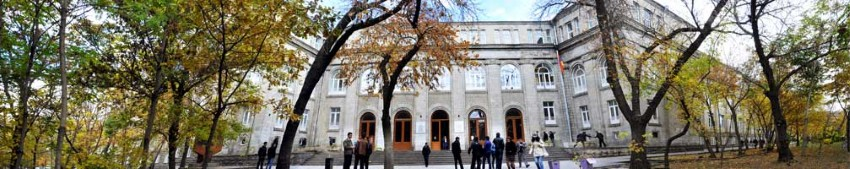
Корпус университета

Национальный аграрный университет Армении (арм. Հայաստանի ազգային ագրարային համալսարան, НАУА) — одно из крупнейших в республике и единственное в аграрной сфере высшее учебное заведение. Расположен в Ереване, улица Теряна, 74.

## Университет сегодня
В Национальном аграрном университете Армении действуют пять специализированных советов, присуждающих научную степень доктора наук по следующим специальностям: машины и механизация сельскохозяйственного производства, агрономия, животноводство, ветеринария, сельскохозяйственное производство, экономика. В перечисленных советах присуждают научные степени доктора и кандидата по 17-и специальностям аграрной сферы. Подготовка специалистов успешно сопровождалась с решением научных задач с теоретической и прикладным значением. Проводились работы по получению и внедрению новых сортов винограда и полевых культур, по получению и испытанию новых эффективных пестицидов, по улучшению технологий переработки сельскохозяйственных растений, по механизации горного земледелия и в др. областях.
НАУА сотрудничает с аграрными вузами и организациями СНГ, европейскими (университет прикладных наук Вагенштефана — Германия, Шведский университет сельскохозяйственных наук, университет Касселя) и американскими (Фрезно) университетами. В результате сотрудничества с Техасским университетом сельского хозяйства и механизации в 1999 году был основан Образовательный центр Агробизнеса (ОЦА).
НАУА осуществляет ряд исследовательских и научно-образовательных проектов со следующими организациями: Международный научно-технический центр (ISTC), Международный центр по развитию прикладных исследований в области сельского хозяйства (ICRA) (Нидерланды), НАТО (программа «Наука ради мира»), Эстонский центр сельскохозяйственных исследований, Международная организация по биоразнообразию (Рим), Продовольственная и сельскохозяйственная организация ООН (ФАО), Международный центр сельскохозяйственных исследований в засушливых регионах (ИКАРДА) и т. д.

## История
Армянская сельскохозяйственная академия была образована в 1994 году на основе объединения Ереванского сельскохозяйственного и Ереванского зоотехническо-ветеринарного институтов.
ЦИК АрмССР и Наркомзем 23 июня 1930 года приняли решение (N 40/237) основать на базе сельскохозяйственного факультета Ереванского государственного университета Ереванский сельскохозяйственный институт.
В 1932 году в институте организуется заочное обучение, вначале только агрономическое, а затем и на остальных факультетах.
28 июня 1928 года Закавказский крайком ВКП(б) принял решение организовать в Ереване Закавказский ветеринарный институт. 12 июля того же года начал свою работу оргкомитет по созданию вуза, председателем которого был назначен Народный комиссар земледелия А. Ерзнкян. Согласно первому приказу директором института был назначен профессор Б. Г. Массино, а 8 ноября состоялось торжественное открытие института, на котором присутствовали партийные и политические руководители А. Ханджян, А. Мравян, С. Касьян, Р. Даштоян и др. В 1930 г. в Ереванском сельскохозяйственном институте был открыт животноводческий факультет. Через год, 25 октября 1931 года, было принято решение основать на базе ветеринарного института и животноводческого факультета Ереванский зоотехнико-ветеринарный институт, который впоследствии в 1932 году был переименован в Ереванский зоотехническо-ветеринарный институт. В 1932 году при институте было открыто заочное отделение, в 1950 году преобразованное в факультет заочного обучения.
Согласно решению правительства Армении от 7 мая 1994 года на базе Ереванского сельскохозяйственного и Ереванского зооветеринарного институтов была образована Армянская сельскохозяйственная академия, которая впоследствии по решению правительства от 15 сентября 2005 года была переименована в Государственный аграрный университет Армении, а с сентября 2012 года в Национальный аграрный университет Армении. В 1994—1998 вуз возглавлял А. Ц. Хачатрян, в 1998—2018 годах — член-корреспондент НАН РА А. П. Тарвердян, с 2018 года возглавляет В. Э. Урутян. Число студентов на дневном отделении составляет приблизительно 4400, в заочном — 5800, а в колледже — 157. На первом и втором курсах магистратуры аграрного университета по всем специальностям обучаются более 450 студентов. Число аспирантов на дневном и заочном отделениях составляет 240, из которых 200 представители Исламской Республики Иран, 4 — из Сирии. Для всех специальностей разработаны критерии и в соответствии с ними учебные планы и программы, которые были внедрены в образовательную систему с 2004—2005 уч.года.

## Факультеты
- Агрономический факультет НАУА
- Факультет пищевых технологий НАУА
- Факультет гидромелиорации, землеустройства и земельного кадастра НАУА
- Факультет сельхозмеханизации и автомобильного транспорта НАУА
- Факультет ветеринарной медицины и животноводства НАУА
- Факультет агробизнеса и маркетинга НАУА
- Экономический факультет НАУА

## Лаборатории
Научный центр был сформирован в 1998 году в результате реорганизации управления науки Армянской сельскохозяйственной академии. Ещё в 1972 году в АрмСХИ и ЕрЗВИ действовали научно-исследовательские секторы, главной целью которых была систематизация и организация работ и хоздоговорных научных тем. Структурные подразделения научного центра: редакционно-издательский отдел, отделы аспирантуры и магистратуры, центр патентования и стандартизации, научно-исследовательские институты и проблемные лаборатории.
По решению научного совета ГАУА в составе научного центра с января 2000 года действуют следующие проблемные лаборатории:
- пестицидов
- селекции и генофонда растений
- виноградства и плодоводства
- генетики, селекции и кормления с/х животных
- экологических проблем
- ветеринарии и ветеринарно-санитарний экспертизы.

В 2010 году на основе проблемных лабораторий продуктов и сырья животного происхождения, технологии вина и коньяка, молекулярной биологии и биотехнологии, были сформированы научно-исследовательские институты технологии продуктов, безопасности питания и биотехнологии, а на основе проблемной лаборатории с/х механизации и электридикации — с/х механизации, электрификации и автомобильного транспорта. В 2009 году в составе Научного центра были созданы отделения международных грантов, а в 2010 г. информационных технологий. Научный центр сотрудничает как с научными организациями, в области сельского хозяйства, нашей страны, так и зарубежных стран, такие как ICARDA, IPGRI, IFPRI, исследовательский центр сельского хозяйства Греции. Научный центр координирует осуществляемые в университете научные исследования, контролирует ход научных работ и внедрение их результатов, обеспечивает единство научно-образовательных процессов.